# Henri Lhote
Henri Lhote (Parigi, 16 marzo 1903 – Saint-Aignan, 26 marzo 1991) è stato un archeologo francese.

## Biografia

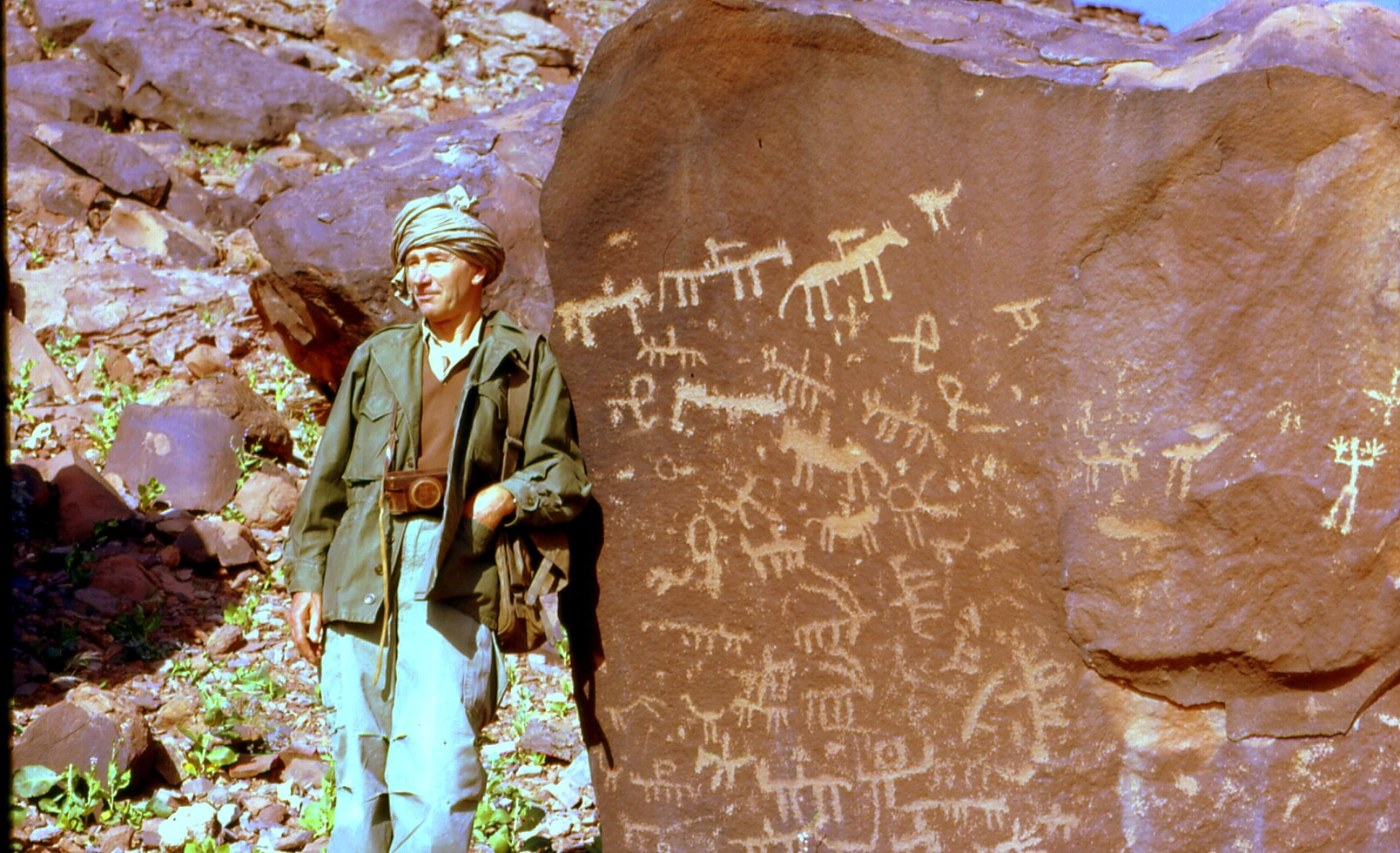
Henri Lhote accanto a pitture parietali in Mauritania

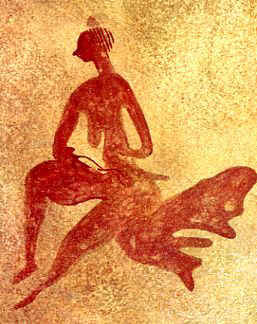
Arte rupestre di Tassili n'Ajjer

Henri Lhote, dedicò la sua vita allo studio dell'arte rupestre del Sahara.
Nei molti anni trascorsi in quel luogo si occupò in modo professionale di temi importanti, quali: lo studio della flora specifica delle aree desertiche, il fiume Niger (che navigò su Kayak), le risorse minerarie e l'esploriazione di ampi territori che rilevarono la presenza di dipinti parietali realizzati dagli uomini del neolitico.
I suoi maggiori contributi furono quelli di una profonda conoscenza della preistoria sahariana e del complesso mondo dei Tuareg.
Dopo una prima missione a Tassili n'Ajjer nel 1935, nei quindici mesi dal 1956 al 1957, grazie alla guida Machar Jebrine Ag Mohamed, detto Jebrine e ad un'équipe di pittori e fotografi, rilevò le impronte dei dipinti rupestri che riportò su strati di carta che successivamente dipinse con pitture a tempera.
Essi furono  presentati nel 1957 e nel 1958 al Museo delle Arti Decorative di Parigi. La mostra fu considerata una delle mostre più importanti della metà del XX secolo.
Nel 1959 la Direzione del Museo nazionale del Bardo di Tunisi, gli affidò l'incarico di catalogare, in un inventario, le migliaia di incisioni di età neolitica presenti nel percorso all'interno di un canyon, nella valle di Illizi.
Lhote resta però legato a teorie assai discusse sugli antichi astronauti. Ipotizzò infatti che alcune rappresentazioni rupestri fossero legate a contatti con extraterrestri, ad esempio sostenne che una delle più grandi raffigurasse Jabberen, un dio marziano. Qualche anno più tardi tali teorie parascientifiche furono riproposte da autori come von Däniken.
Henri Lhote eseguì altre spedizioni e diventò ricercatore presso il Centro nazionale di ricerca scientifica (CNRS)  di Parigi e fu responsabile del dipartimento di arte preistorica al Musée de l'Homme (letteralmente "Museo dell'Uomo") di Parigi.

## Opere
- (FR)  Aux prises avec le Sahara, Les œuvres françaises, Paris, 1936.
- (FR)  Le Sahara, désert mystérieux, Éditions Bourrelier, Paris, 1937; 1949.
- (FR)  Les Touaregs du Hoggar, Payot, Paris, 1944; 1955; A. Colon, Paris, 1984.
- (FR)  Le Niger en kayak, Éditions J. Susse, Paris, 1946.
- (FR)  Dans les campements touaregs, Les œuvres françaises, Paris, 1947.
- (FR)  La chasse chez les Touaregs, Amiot-Dumont, Paris, 1951.
- (FR)  À la découverte des fresques du Tassili, Arthaud, Paris, 1958, 1973, 1992, 2006.
- (FR)  L'épopée du Ténéré, Gallimard, Paris, 1961.
- (FR)  Les gravures rupestres du Sud-oranais, Arts et Métiers graphiques, Paris, 1970.
- (FR)  Les gravures rupestres de l'Oued Djerat, SNED, Alger, 1976.
- (FR)  Vers d'autres Tassilis, Arthaud, Paris, 1976.
- (FR)  Chameau et dromadaire en Afrique du Nord et au Sahara. Recherche sur leurs origines, ONAPSA, Alger, 1987.
- (FR)  Le Sahara, Grandvaux, 2003.